# Andrew R. T. Davies
Andrew Robert Tudor Davies (1968) è un politico e agricoltore gallese.
Esponente del Partito Conservatore, è stato leader dei Conservatori Gallesi e membro dell'Assemblea nazionale per il Galles per il Galles centrale e occidentale dall'agosto 1999 al maggio 2011.

## Biografia
Davies è stato istruito alla Llanfair Primary School, alla St John's Preparatory School, Porthcawl, ha poi frequentato il Wycliffe College, Stroud. È sposato con un'ostetrica qualificata e hanno quattro figli. È socio dell'azienda agricola a conduzione familiare con sede a St Hilary, vicino a Cowbridge, nella Vale of Glamorgan. Davies era un delegato gallese del Consiglio della National Farmers Union (NFU), vicepresidente del locale Young Farmers Club, ed è un ex presidente di Creative Communities, che cerca di potenziare lo sviluppo strutturale della comunità. Davies è anche life governor della Royal Welsh Agricultural Society ed è stato Oxford Scholar della Society nel 2002.  È un ex governatore della Llanfair Primary School.

## Incarichi politici ricoperti
- Leader dell'opposizione e del Partito Conservatore gallese[1][2] (14 luglio 2011 – 27 giugno 2018)
- Membro della quinta legislatura del Parlamento gallese (dal 5 maggio 2016).
- Membro della quarta legislatura dell'Assemblea nazionale per il Galles (5 maggio 2011 – 6 aprile 2016)
- Membro della terza legislatura dell'Assemblea nazionale per il Galles (3 maggio 2007 – 30 marzo 2011)